# (11612) Obu
(11612) Obu (1995 YZ1) – planetoida z pasa głównego asteroid okrążająca Słońce w ciągu 4,94 lat w średniej odległości 2,9 j.a. Odkryta 21 grudnia 1995 roku.